# تنتور

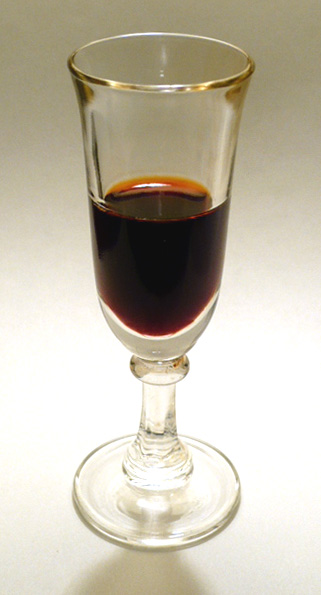
تنتوری تهیه شده از پوست درخت بید سفید و اتانول، حاوی سالیسین (که محصولات مبتنی بر اسید سالیسیلیک مانند آسپرین از آن مشتق می‌شوند)

تنتور (انگلیسی: Tincture) معمولاً عصاره‌ای از مواد گیاهی یا حیوانی حل شده در اتانول (الکل اتیلیک) است. غلظت حلال ۲۵ تا ۶۰ درصد رایج است، اما ممکن است تا ۹۰ درصد نیز برسد. در شیمی، تنتور محلولی است که حلال آن اتانول است. در طب گیاهی، تنتورهای الکلی با غلظت‌های مختلف اتانول ساخته می‌شوند که برای اهداف نگهداری باید دست کم ۲۰ درصد الکل باشد.
حلال‌های دیگر برای تولید تنتور عبارتند از سرکه، گلیسرول (که گلیسیرین نیز نامیده می‌شود)، دی اتیل اتر و پروپیلن گلیکول که همه آنها را نمی‌توان برای مصرف داخلی استفاده کرد.  اتانول این مزیت را دارد که یک حلال عالی برای ترکیبات اسیدی و بازی (قلیایی) است.  تنتوری که از گلیسیرین استفاده می کند، گلیسریت نامیده می شود.  گلیسیرین به طور کلی حلال ضعیف تری نسبت به اتانول است.  سرکه به دلیل اسیدی بودن حلال بهتری برای به‌دست آوردن آلکالوئیدها اما حلال ضعیف تری برای اجزای اسیدی است.  برای افرادی که ترجیح می‌دهند الکل مصرف نکنند، عصاره‌های غیر الکلی جایگزینی برای آماده‌سازی‌هایی است که باید به صورت داخلی مصرف شوند.
مواد با فرار کم مانند ید و مرکوکروم نیز می توانند به تنتور تبدیل شوند.
تنتورها اغلب از ترکیبی از الکل اتیلیک و آب به عنوان حلال ساخته می‌شوند، که هر کدام موادی را که دیگری قادر به حل کردن آنها نیست یا ضعیف‌تر است، حل می‌کند.  تغییر نسبت آنها همچنین می تواند سطوح مختلفی از ترکیبات را در استخراج نهایی تولید کند.  به عنوان یک ضد میکروبی، الکل همچنین به عنوان یک نگهدارنده عمل می کند.
یکی از نکات منفی استفاده از الکل به عنوان حلال این است که اتانول تمایل دارد تا برخی از ترکیبات آلی را تغییر شکل دهد و اثربخشی آنها را کاهش دهد یا از بین ببرد.  این تمایل همچنین می تواند اثرات نامطلوبی در هنگام استخراج ترکیبات گیاهی مانند پلی ساکاریدها داشته باشد.  برخی دیگر از ترکیبات، که در میان آنها پروتئین‌ها رایج است، می‌توانند به‌طور برگشت‌ناپذیر دناتوره شوند یا توسط الکل «ترشی» شوند.  الکل همچنین می تواند اثرات مخربی بر برخی از ترکیبات معطر داشته باشد.
تنتورهای مبتنی بر اتر و پروپیلن گلیکول برای مصرف داخلی مناسب نیستند، اگرچه از آنها در آماده سازی برای استفاده خارجی مانند کرم ها و پمادهای مراقبت شخصی استفاده می شود.